# Conus santinii
Espèce
Conus santinii est une espèce de mollusques gastéropodes marins de la famille des Conidae.
Comme toutes les espèces du genre Conus, ces escargots sont prédateurs et venimeux. Ils sont capables de « piquer » les humains et doivent donc être manipulés avec précaution, voire pas du tout.

## Description
La taille de la coquille varie entre 21 mm et 30 mm.

## Distribution
Cette espèce marine se trouve dans l'océan Pacifique et est endémique aux Fidji.

## Taxonomie

### Publication originale
L'espèce Conus santinii a été décrite pour la première fois en 2014 par les malacologistes Éric Monnier (d) et Loíc Limpalaër.

### Synonymes
- Conus (Phasmoconus) santinii (Monnier & Limpalaër, 2014) · appellation alternative
- Phasmoconus (Fulgiconus) santinii Monnier & Limpalaër, 2014 · non accepté
- Phasmoconus santinii Monnier & Limpalaër, 2014 · non accepté (combinaison originale)